# Lars Helge Birkeland
Lars Helge Birkeland, född den 11 februari 1988, är en norsk skidskytt.
Birkelands bästa världscupresultat är en sjätteplats i sprintloppet i tyska Ruhpolding den 12 januari 2013. I stafettsammanhang har han tolv världscuppallplatser varav fem segrar. Vid världsmästerskapen i mars 2019 i Östersund i Sverige ingick han i det norska lag som vann stafetten.
Den 4 februari 2021 meddelade han att han avslutar karriären.